# Kia Clarus
Kia Clarus (Kia Credos) — автомобиль среднего класса фирмы «Kia Motors».
Создан на основе Mazda 626 и имеет с ней много одинаковых узлов и агрегатов. В 1998 году была произведена модернизация модели и добавлен вариант с кузовом комби.
- Clarus, вид сзади
- Kia Clarus (1998—2001)

| Модель                     | Рабочий объём | Мощность                       | мах. Крутящий момент | Клапанов на Цилиндр |
| -------------------------- | ------------- | ------------------------------ | -------------------- | ------------------- |
| Kia Clarus 1,8 SLX T8 DOHC | 1793 см³      | 85 кВт (116 л.с.) при 5750/мин | 152 Н·м при 4500/мин | 4                   |
| Kia Clarus 2,0 GLX FE DOHC | 1998 см³      | 98 кВт (133 л.с.) при 5900/мин | 171 Н·м при 4100/мин | 4                   |